# Charley Varrick
Charley Varrick is een Amerikaanse misdaadfilm uit 1973 onder regie van Don Siegel. Het scenario is gebaseerd op de roman The Looters (1968) van de Amerikaanse misdaadauteur John H. Reese. In Nederland werd de film destijds uitgebracht onder de titel Gezocht... Charley Varrick.
Hoewel de film goede kritieken kreeg, bleef commercieel succes uit. Het publiek zag weinig in de film waarin geen goed herkenbare held zit en de film flopte in de bioscopen. Siegel weet dit onder andere aan hoofdrolspeler Walter Matthau die de film zelf niet goed vond en dit ook in ieder vraaggesprek verkondigde.

## Verhaal
Charley Varrick is een man van middelbare leeftijd voor wie het leven niet gunstig is verlopen. Hoewel hij eigenlijk stuntpiloot is, verdient hij zijn geld met het besproeien van landbouwgebieden met insecticiden en woont in een aftandse caravan in een woonwagenpark.
Samen met drie medeplichtigen, waaronder zijn vrouw Nadine, besluit hij een kleine bank te beroven in Tres Cruces in New Mexico. Alles loopt goed tot de zenuwachtige bankrovers twee agenten doodschieten. Als de politie de achtervolging inzet wordt de auto beschoten en een van de bankovervallers komt om. Charley weet aan de agenten te ontkomen, maar als hij op een beschutte plek stopt, ontdekt hij dat Nadine ook getroffen is en stervende.
Varrick vlucht samen met zijn overgebleven medeplichtige, Harman Sullivan. Ze ontdekken dat ze 750.000 dollar hebben gestolen, veel meer dan ze dachten dat er te halen was. Over de radio horen ze de bankdirecteur verklaren dat er slechts 2000 dollar is gestolen en de twee beseffen nu dat ze het zwarte geld in handen hebben van een grote misdaadorganisatie die het wit wilde wassen via de bank. Hun vrees blijkt waarheid als ze worden achtervolgd door crimineel Maynard Boyle en huurmoordenaar Molly, een sadistische psychopaat. Al snel merkt Varrick dat hij ook moet oppassen voor zijn handlanger, Sullivan, die hem bedreigt.
Als Varrick pasfoto's laat maken voor een vals paspoort wordt hij verraden door de fotografe, Jewell Everett. Molly gaat Varrick en Sullivan achterna. Het duo is echter opgesplitst en Molly vindt alleen Sullivan in de caravan van Varrick. Sullivan wordt door Molly gemarteld en uiteindelijk vermoord. Intussen is Boyle, de crimineel, bezig met het bedreigen van de bankdirecteur. Hij dreigt de man te martelen met een tang en een snijbrander, waarna de doodsbange directeur zich zelf door het hoofd schiet. Intussen heeft Varrick een afspraak met Boyle gemaakt bij een autosloopbedrijf en vliegt erheen met zijn oude vliegtuig.
Molly komt achter de afspraak en gaat ook op weg. Hij ziet dat Boyle enthousiast wordt begroet door Varrick en vermoedt verraad. Voordat Boyle iets kan doen wordt hij omver gereden door Molly. Achtervolgd door de laatste rent Varrick naar zijn vliegtuig. Hij wil opstijgen maar Molly ramt het toestel met zijn auto. Het vliegtuig slaat over de kop en Varrick zit vast in de cockpit. Machteloos moet hij Molly vertellen waar het geld is. Als Molly het geld vindt en wil pakken wordt hij opgeblazen. Varrick had een bom met wat dollarbiljetten geplaatst bij het lijk van de onfortuinlijke Sullivan.
Wat niemand weet is dat Varrick ook de tandartsgegevens van hem en Sullivan heeft verwisseld. Als de politie niet lang daarna de lichamen vindt, zijn ze ervan overtuigd dat Varrick samen met Molly is omgekomen in de explosie. Ondertussen is Varrick al gevlucht met het geld van het bankoverval in zijn tas.

## Rolverdeling
| Acteur            | Personage           |
| ----------------- | ------------------- |
| Walter Matthau    | Charley Varrick     |
| Joe Don Baker     | Molly               |
| Felicia Farr      | Sybil Fort          |
| Andrew Robinson   | Harman Sullivan     |
| Sheree North      | Jewell Everett      |
| Norman Fell       | Mijnheer Garfinkle  |
| Benson Fong       | John                |
| Woodrow Parfrey   | Harold Young        |
| William Schallert | Sheriff Bill Horton |
| Jacqueline Scott  | Nadine              |
| Marjorie Bennett  | Mevrouw Taft        |
| Rudy Diaz         | Hulpsheriff Sanchez |
| Colby Chester     | Hulpsheriff Steele  |
| Charlie Briggs    | Verkeersagent       |
| Priscilla Garcia  | Juffrouw Ambar      |

## Achtergrond
Eind jaren zestig van de twintigste eeuw was regisseur Don Siegel dankzij een samenwerking met acteur Clint Eastwood weer helemaal terug in Hollywood. Met Eastwood maakte hij in 1971 Dirty Harry, een van de grootste kaskrakers die Siegel ooit maakte. Het succes van Dirty Harry zorgde ervoor dat Siegel de kans kreeg nog een aantal films te regisseren in de daarop volgende jaren. Een daarvan was Charley Varrick met Walter Matthau in de hoofdrol en Andy Robinson in een bijrol als Sullivan. Robinson was een bekende van Siegel en had de psychopathische seriemoordenaar Scorpio gespeeld in Dirty Harry.
De films van Siegel kenmerken zich door het gebruik van de camera die de hoofdpersonages volgt als een cameraploeg van een tv-journaal, met een realistisch beeld als eindresultaat. Zijn helden zijn harde mannen, vaak met een eigen erecode en zonder zich iets aan te trekken van de regels, vaak zijn de helden niet van de schurken te onderscheiden. Als er al vrouwen in zijn films voorkomen dan spelen ze een ondergeschikte rol. Charley Varrick is hierop geen uitzondering.
Matthau, in de jaren vijftig en zestig van de twintigste eeuw meestal ingezet in komische rollen, speelt een harde man met een uitzichtloos bestaan. Hij doorbreekt dit door een bank te overvallen. Een van de meest ontroerende scènes uit de film is de korte rouw die Varrick overvalt als zijn vrouw Nadine overlijdt aan haar schotwonden. Maar Siegel laat die ontroering gelijk verdwijnen door Varrick vervolgens benzine over de verongelukte vluchtauto te laten gieten en in brand te steken. Hier overwinnen efficiëntie en zelfbehoud het van sentimentaliteit.
Matthau speelt een van de beste rollen uit zijn carrière en won terecht een BAFTA voor beste acteur in 1974 voor zijn rol. Met zijn uitstraling van een goedmoedige mopperpot op middelbare leeftijd, lijkt Varrick niet opgewassen tegen de sadistische huurmoordenaar Molly, maar uiteindelijk is het Varrick die wegloopt met de buit. De film is verder een typische Siegelfilm met veel actie, (zwarte) humor, een sadistische moordenaar en een held die weinig verschilt van de schurk. Het publiek zag er echter weinig in en de film flopte in de bioscopen.
In zijn autobiografie A Siegel Film beschrijft Siegel de discussies die hij had met Matthau over de film. Matthau had al grote bezwaren tegen het scenario. Hij miste een verklaring voor de gebeurtenissen in de film. Ook toen hij de ruwe montage van de film zag was het Matthau onduidelijk waarom alles draaide en hij zei tegen Siegel dat hij iets in de film moest uitleggen waarom Varrick bepaalde zaken deed. Siegel wilde er niet van horen, hij was van mening dat Matthau de bananenschil in beeld wilde brengen voordat hij er over viel. Dat vond Siegel te veel van het goede. Je moet niet alles willen uitleggen.

## Locaties
Charley Varrick speelt in New Mexico maar werd gefilmd in Nevada in de buurt van Dayton en Genoa. De bankoverval werd opgenomen in Genoa rond het oude gerechtsgebouw in Google Street. De achtervolging van de politie van de vluchtauto van de bankovervallers werd ook opgenomen in Genoa op Genoa Lane en Route 395. De scènes in het woonwagenpark nam Siegel op in Dayton bij het woonwagenpark naast Red Hawk Casino en bij de Carsonrivier. De scènes bij de autosloperij werden gefilmd bij City Auto Wrecking, bij Sparks. Opnamen van het interieur van Charleys oude caravan werden gemaakt in de caravan van schilder Afton Frederick. Het hele opnameproces duurde zeven weken in een extreem warme zomer in Nevada.

## Prijzen en nominaties
| Jaar | Prijs   | Categorie     | Genomineerde(n) | Uitslag     |
| ---- | ------- | ------------- | --------------- | ----------- |
| 1974 | BAFTA's | Beste Acteur  | Walter Matthau  | Gewonnen    |
| 1974 | BAFTA's | Beste Montage | Frank Morriss   | Genomineerd |